# Tim Montgomery
Timothy Montgomery (ur. 25 stycznia 1975 w Gaffney) – amerykański lekkoatleta; sprinter.
Były rekordzista świata na dystansie 100 m z wynikiem 9,78 s, który ustanowił podczas finału lekkoatletycznego Grand Prix IAAF w Paryżu w 2002 r. Tym samym poprawił wynik Maurice’a Greene’a, który wynosił 9,79 s. Jednak 13 grudnia 2005 roku został zdyskwalifikowany na 2 lata za stosowanie środków dopingujących. Wszystkie wyniki Montgomery’ego (w tym rekord świata na 100 m), które uzyskał od 31 marca 2001 roku zostały anulowane.
W październiku 2008 został skazany na pięć lat więzienia za posiadanie z intencją rozprowadzenia i dystrybucji ponad 100 gramów heroiny w 2007 roku. Jeszcze wcześniej został skazany na karę czterech lat więzienia za oszustwa czekowe w Nowym Jorku, w związku z czym Montgomery zaczął pobyt w zakładzie karnym na poczet nowej kary po upływie tego czasu. W 2012 roku sportowiec wyszedł z aresztu.

## Życie prywatne
Przez pewien czas Montgomery, żył w nieformalnym związku z amerykańską sprinterką Marion Jones. Ma z nią syna Tima Jr., który urodził się w 2003 roku.